# Volo Noar Linhas Aéreas 4896
Il 13 luglio 2011, il volo Noar Linhas Aéreas 4896, un operato da un Let L-410 Turbolet in servizio nazionale da Recife a Mossoró, in Brasile, precipitò poco dopo il decollo nel quartiere Boa Viagem di Recife, dopo aver subito un'avaria a un motore. Tutte le 16 persone a bordo morirono.

## L'aereo
Il velivolo coinvolto era un Let L-410UVP-E20 con immatricolazione PR-NOB, costruito nel 2010 come c/n 2722. Era il secondo acquistato da Noar Linhas Aéreas, entrato in servizio nel giugno 2010.
L'L-410 è alimentato da due motori turboelica M601 prodotti dal costruttore ceco Walter. L'M601 è un turboalbero a turbina libera, in cui l'elica è azionata da una turbina di potenza non collegata alla turbina del generatore di gas (talvolta chiamata turbina del compressore).

## L'incidente
L'aereo decollò dalla pista 18 dell'aeroporto di Recife alle 06:50 ora locale (09:50 UTC) diretto all'aeroporto Internazionale Augusto Severo di Natal e poi all'aeroporto di Mossoró, sua destinazione finale. Pochi secondi dopo il decollo, il motore sinistro perse potenza e un minuto dopo l'equipaggio dichiarò un mayday e chiedendo di rientrare immediatamente in aeroporto.
Il Turbolet salì a 400 piedi (120 m) mentre virava per posizionarsi per un atterraggio sulla pista 36, ma iniziò a perdere quota. Alle 06:54, poco dopo che l'equipaggio aveva annunciato l'intenzione di tentare un atterraggio di emergenza sulla spiaggia, il velivolo entrò in stallo e precipitò in un'area aperta di Boa Viagem, tra Visconde de Jequitinhonha e Boa Viagem Avenue, a circa 2 km dalla fine della pista. Dopo l'impatto si sviluppò un intenso incendio che consumò la maggior parte dei rottami. Entrambi i piloti e tutti i quattordici passeggeri rimasero uccisi.

## Le indagini
Venne avviata un'indagine sull'incidente dal Centro di Investigazione e Prevenzione degli Incidenti Aeronautici (in portoghese: Centro de Investigação e Prevenção de Accidentes Aeronáuticos - CENIPA).
Nel luglio 2013, il CENIPA pubblicò il suo rapporto finale. Il rapporto stabilì che il motore sinistro si era guastato a causa della rottura di una pala della turbina del generatore di gas poco dopo il decollo dell'aereo dalla pista, causando danni estesi al motore e la perdita di potenza. Il guasto era stato causato da un affaticamento del metallo che aveva avuto origine sotto la superficie della pala. Un'ispezione con liquidi penetranti fluorescenti effettuata durante la manutenzione sei mesi prima dell'incidente non aveva rivelato alcuna anomalia.
Sebbene gli aerei bimotore siano normalmente in grado di volare con un motore inoperativo, il rapporto ha identificato diversi fattori che avevano impedito al Turbolet di mantenere l'altitudine e la velocità, tra cui un superamento di 130 kg del peso massimo al decollo derivante da un errore nel software utilizzato dal flight dispatcher, l'applicazione insufficiente del timone destro da parte del pilota in volo e l'esecuzione incompleta della procedura di emergenza raccomandata per l'avaria del motore al decollo.
Il rapporto evidenziò carenze nel programma di addestramento di Noar per i Let L-410 per quanto riguarda i guasti al motore in fase di decollo, nonché discrepanze tra le diverse versioni delle liste di controllo dell'aeromobile a disposizione degli equipaggi di volo. Il CENIPA formulò diverse raccomandazioni di sicurezza a Noar e Let per affrontare questi problemi, e anche a GE Aviation, il proprietario del produttore di motori Walter, per "rivalutare il metodo utilizzato per l'esame delle pale".